# Oreta fusca
Oreta fusca is een vlinder uit de familie van de eenstaartjes (Drepanidae). De wetenschappelijke naam van de soort is voor het eerst geldig gepubliceerd in 1987 door Chu & Wang.